# سبينسر سميث (موسيقي)
سبينسر سميث (بالإنجليزية: Spencer Smith)‏ (ولد يوم 2 شتنبر 1987) كان موسيقيا أمريكيا ومدير أعمال، يعرف بكونه من أحد مؤسسي فرقة الروك بانيك! آت ذا ديسكو والتي كان عازف طبول سابقا فيها. ساهم في تسجيل أربعة ألبومات استوديو للفرقة: «حمى لا تستطيع أن تتجاوزها» (A Fever You Can't Sweat Out) (2005) «غريب. جدا.» (2008) (.Pretty. Odd) «عادات سيئة وفضائل» (2011) (Vices & Virtues) «غريب جدا ليعيش، نادر جدا ليموت!» (2013) (!Too Weird to Live, Too Rare to Die). حصل ألبوم الفرقة الأول على شهاد بلاتينية وحقق الرتبة 13 في اللائحة الأمريكية بيلبورد 200 وذلك للنجاح الكبيرة للأغنية المنفردة «أكتب الذنوب لا المآسي» (I Write Sins Not Tragedies) التي صعدت إلى الرتبة 7 في لائحة بيلبورد هوت 100، فقررت الفرقة أن تكون أول أغنية تبث لها على الراديو. أعلن مغادرته لبانيك! يوم 2 أبريل 2015 ليعالج مشاكله الصحية المتعلقة بالمخدرات، وذلك عبر الموقع الرسمي للفرقة. منذ 7 فبراير 2018 يعمل سبينسر كمدير أعمال رسمي ومكتشف مواهب بشركة دي سي دي 2 ريكوردز.

## النشأة
ولد سميث في كولورادو وترعرع في لاس فيغاس بنيفادا والتحق بثانوية Bishop Gorman مع العضو السابق بالفرقة ريان روس.

## بانيك! آت ذا ديسكو (2004–2015)
سبينسر سميث كان عازف الطبول لفرقة الروك بانيك! آت ذا ديسكو المكونة سنة 2004، وقام بالعزف على الآلات الإيقاعية في ألبومات الفرقة الأربعة الأولى: «حمى لا تستطيع أن تتجاوزها» (2005) «غريب. جدا.» (2008) «عادات سيئة وفضائل» (2011) «غريب جدا ليعيش، نادر جدا ليموت!» (2013). بيعت مليونا نسخة من ألبوم «حمى لا تستطيع تجاوزها» بسبب نجاح الأغنية المنفردة الرئيسية فيه «أكتب الذنوب لا المآسي» التي وصلت للرتبة 7 على لائحة بيلبورد هوت 100 الأمريكية. حاز ألبوم «غريب. جدا.» الصادر سنة 2008 على الرتبة 2 في لائحة بيلبورد 200، لكنه لم يشع بشكل كبير مقارنة بألبوم «حمى لا تستطيع تجاوزها» ونزل من اللوائح بسرعة.
سنة 2007 أرسلت فرقة «ذا كاب» نسخة تجريبية من أحد أغانيها إلى سميث، فساعد بتسجيلهم ب«ديكيدانس» وهي شركة تسجيل لعازف البيس بيت وينتز من فرقة فول آوت بوي. يظهر سبينسر في الفيديوين الموسيقيية «وات أ كاتش دوني» و «هيدفرست سلايد إنتو كوبرستاون أون أ باد بيت» (Headfirst Slide into Cooperstown on a Bad Bet) لفرقة فول آوت بوي، وظهر أيضا في فيديو موسيقي لأغنية «كلوثز أوف!!» (Clothes Off!!) لفرقة «جيم كلاس هيروز» برفقة شريكه بالفرقة برندن يوري والعضوين السابقين بفرقة بانيك! آت ذا ديسكو ريان روس وجون وولكر. يظهر الأعضاء وهم يرقصون في أزياء حيوانات، وكان سبينسر في زي فقمة. ظهر سميث وبرندن يوري كمحاربي نينجا في فيديو موسيقي لبوتش وولكر تحت عنوان «لحن جميل» (Pretty Melody).
سنة 2009 غادر الفرقة ريان روس أحد مؤسسي الفرقة وجون وولكر عازف غيتار البيس، ليتركا سميث والمغني برندن يوري كالعضوين الوحيدين المتبقيين بالفرقة. ساهم سميث في تسجيل ألبوم الفرقة الثالث «عادات سيئة ومحاسن» (Vices & Virtues) بشراكة مع برندن يوري، وصدر الألبوم في مارس 2011. قبل صدور ألبوم «عادات سيئة ومحاسن» ظهر سميث وبرندن يوري في فيلم قصير طوله 7 دقائق واسمه "The Overture" أداره شين دريك. يدور الفيلم القصير حول مغادرة العضوين ريان روس وجون وولكر للفرقة.
في لقاء مع مجلة «بلوغكريتيكس» في أبريل 2011 كشف سميث عن مخططات لتوسيع بانيك! آت ذا ديسكو لتضم أعضاء جدد قائلا «علمنا أننا سنظل أنا وبرندن بالفرقة، لكننا تركنا خيار العمل مع أشخاص آخرين مفتوحا»، وصرح سميث أيضا بأن كونه في الجولات الموسيقية هي مرحلته المفضلة في العمل الموسيقي، لكنها ستكون مستحيلة دون العمل باستوديو التسجيل.
يوم 2 غشت 2013 أصدر رسالة مفتوحة لمتابعيه وكشف من خلالها محاربته لمشاكل إدمانه على المخدرات. يوم 7 غشت 2013 أعلن برندن يوري عبر الموقع الرسمي للفرقة أن سبينير لن يشارك في الجولة، مصرحا بأنه «يتلقى المساعدة التي يحتاجها». يوم 2 أبريل 2015 أعلن سبينسر مغادرته لبانيك! آت ذا ديسكو.

## وصلات خارجية
- سبنسر سميث على موقع IMDb (الإنجليزية)
- سبنسر سميث على موقع ميوزك برينز (الإنجليزية)
- سبنسر سميث على موقع إن إن دي بي (الإنجليزية)
- سبنسر سميث على موقع أول ميوزيك (الإنجليزية)
- سبنسر سميث على موقع ديسكوغز (الإنجليزية)
- الموقع الرسمي ل«بانيك! آت ذا ديسكو»